# Bore, Emilia-Romagna
Bore är en ort och kommun i provinsen Parma i regionen Emilia-Romagna i Italien. Kommunen hade 683 invånare (2018).